# Safe (televíziós sorozat)
A Safe egy brit-francia gyártású, Netflixre készült egyévados mini-drámasorozat. Összesen 8 epizódból áll. 2017 nyarán kezdték el forgatni, három forgatási helyszínen: Manchesterben, Liverpoolban és Cheshire-ben. 2018-ban mutatták be. A forgatókönyvet Danny Brocklehurst írta, Harlan Coben krimitörténete inspirálta. Franciaországban a Canal+ tévécsatorna vetítette, azon kívül a Netflix sugározta, 190 országban.

## Cselekmény
A sorozat alaptörténete szerint egy özvegy édesapa, Tom Delaney, egyedül maradt két lányával, Jennyvel és Carrie-vel. Rachel, a felesége, rákban meghalt egy évvel korábban. Az idősebbik lányának, a 16 éves Jennynek rejtélyes körülmények között nyoma vész. Eközben a lány barátját, Chris Chacalt holtak találták. Tom lánya felkutatásán fáradozik, keresésére indul, miközben titkok bukkannak elő, valamint furcsaságok. Egy viszonylag zárt békés közösségben élnek, ahol biztonságban gondolja magát mindenki. Az eltűnést követően hirtelen nagy port kavar egy tanárhoz kapcsolódó szexbotrány és egy drogproblémákkal küzdő lány.